# 公关写作
公关写作指企业或者机构面向新闻传播的所有写作，有时也包括企业面向所有公众的文稿写作。最常用的公关写作是写新闻稿。

## 作用
对于企业来说，一方面需要建立知名度和信任度，另一方面又受到市场营销和广告预算的限制，通过新闻媒体发布公关文稿是非常重要的营销战略方法。所谓良好的公关写作，就是要为意见独立的新闻媒体人士提供有价值的资料，从而为企业机构建立更高的知名度和良好的公众形象，有效地帮助企业商品的市场销售。

## 与广告的关系
公关写作具有更高的公信力：广告可以完全控制将要通过媒体传播的信息，可能使读者认为这是夸大不实的宣传。

「公關文稿」就是利用輿論的功能,激發民眾的關注,對某一事物產生關注,從而達到預期中想要的目的。當然若撰寫有誤,便會有反效果的出現。
公关文稿---------是指在公关活动中广泛应用的文字材料。
请柬、聘书、祝辞、贺辞、函电、题赠、演讲、调查报告、工作计划、广告、消息、通讯、规章制度、各类公文等几十种。
a公关新闻稿
b公关调查报告
c公关总结
d公关发言稿